# أميسك (ألبرتا)
أميسك (بالإنجليزية: Amisk, Alberta)‏ هي قرية تقع في كندا في ألبرتا. يقدر عدد سكانها بـ 207 نسمة ومساحتها 0.76 كم2 وترتفع عن سطح البحر 910 متر.